# Ed Veal
Edward "Ed" Veal, né le 1er août 1976 à Queensville, est un coureur cycliste canadien. Il participe à des compétitions sur route et sur piste.

## Palmarès sur piste

### Championnats du monde
- Londres 2016
  - 12e de la poursuite par équipes

### Coupe du monde
- 2016-2017
  - 1er de la poursuite par équipes à Apeldoorn (avec Adam Jamieson, Aidan Caves, Bayley Simpson et Jay Lamoureux)
  - 2e de la poursuite par équipes à Glasgow

### Championnats panaméricains
- Santiago 2015
  -  Médaillé d'argent de la poursuite par équipes.
  -  Médaillé de bronze de la poursuite.
- Aguascalientes 2016
  -  Médaillé d'argent de la poursuite par équipes.
  - Dixième de la course aux points[2].

### Jeux panaméricains
- Toronto 2015
  -  Médaillé de bronze de la poursuite par équipes

### Championnats nationaux
- 2012
  - 2e du championnat du Canada de poursuite individuelle
  - 3e du championnat du Canada du scratch
  - 3e du championnat du Canada de l'omnium
- 2013
  - 2e du championnat du Canada du scratch
- 2014
  -  Champion du Canada de poursuite par équipes (avec Aidan Caves, Sean Mackinnon et Rémi Pelletier-Roy)
  - 2e du championnat du Canada du scratch
  - 3e du championnat du Canada de poursuite individuelle
- 2015
  -  Champion du Canada de poursuite par équipes (avec Aidan Caves, Sean Mackinnon et Ryan Roth)
  - 2e du championnat du Canada de course aux points
- 2017
  -  Champion du Canada du scratch
  - 2e du championnat du Canada du kilomètre
  - 2e du championnat du Canada de l'omnium
  - 2e du championnat du Canada de poursuite par équipes
  - 2e du championnat du Canada de l'américaine
- 2018
  -  Champion du Canada du scratch
- 2025
  - 2e du championnat du Canada de l'élimination

## Palmarès sur route
- 2010
  - KW Classic
- 2011
  - 8e étape de l'International Cycling Classic
  - Le Tour de Terra Cotta
- 2015
  - Calabogie Road Classic
  - 2e de l'Historic Roswell Criterium
- 2016
  - Calabogie Road Classic
  - Steve Bauer Classic
  - KW Classic
  - 3e du Rochester Twilight Criterium
- 2018
  - Police College Criterium
- 2024
  - The Plan2Peak Two Days of Buffalo :
    - Classement général
    - 1re et 2e (contre-la-montre) étapes

  - 2e du championnat de l'Ontario du contre-la-montre
  - 2e du New Haven Grand Prix
  - 3e de l'Historic Riverton Criterium